# جوران هيساو
جوران هيساو (باليابانية: 久生十蘭) (6 أبريل 1902، هاكوداته في اليابان - 6 أكتوبر 1957، كاماكورا في اليابان)؛ مؤلِّف، كاتب مسرحي، مترجم وروائي ياباني.

## روابط خارجية
- جوران هيساو على موقع IMDb (الإنجليزية)
- جوران هيساو على موقع قاعدة بيانات الفيلم (الإنجليزية)